# Schietpartij op de Oxford High School
Op dinsdag 30 november 2021 vond er een schietpartij plaats op de Oxford High School in Detroit. Een jongen genaamd Ethan Crumbley werd opgepakt. Ter plekke vielen drie doden, een vierde persoon overleed later in het ziekenhuis.

## Schietpartij
Een dag van tevoren sprak Crumbley, leerling aan de Oxford High School, in een video over het doodschieten van klasgenoten. Bij de schietpartij gebruikte het semiautomatisch wapen van zijn vader, die het wapen vier dagen ervoor gekocht had. Voor zijn daad zou Crumbley er een foto van hebben gemaakt en die op social media hebben gepost.
Om 1 uur plaatselijke tijd begaf de jongen zich naar de gang van de school, waar hij in het rond schoot. Hij zou 30 kogels hebben afgevuurd. Er vielen drie doden ter plekke, een ander overleed later in het ziekenhuis.

## Dader
De 15-jarige Ethan Crumbley werd na drie minuten opgepakt. Hij had 'zorgelijke problemen'. Zijn ouders werden drie dagen later in Detroit opgepakt. Het motief is nog onbekend.